# Ferdinando Raffaelli

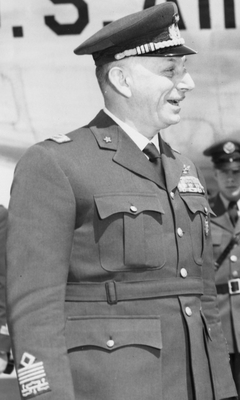
Generale Ferdinando Raffaelli (1956)

Ferdinando Raffaelli (* 23. Januar 1899 in Rom; † Januar 1981) war ein italienischer Luftwaffengeneral.

## Werdegang
Raffaelli wurde beim italienischen Heer zunächst zum Pionieroffizier ausgebildet und im August 1922 zum Unterleutnant befördert. Zwischen 1924 und 1927 absolvierte er verschiedene fliegerische Lehrgänge und erlangte die entsprechenden militärischen Pilotenlizenzen. Der offizielle Übertritt in die 1923 gegründete italienische Luftwaffe (Regia Aeronautica) erfolgte im Jahr 1926. Raffaelli übernahm 1929 das Kommando einer Staffel (2ª Squadriglia osservazione aerea) und 1936 das einer fliegenden Gruppe (26º Gruppo). Vor Ausbruch des Zweiten Weltkriegs befehligte er noch ein Geschwader (9º Stormo), bis Juli 1941 dann die Operationsabteilung des Generalstabs der Regia Aeronautica. Im Juli 1941 übernahm er das Kommando über die italienischen Luftwaffenverbände im Osten Libyens. Im März 1942 wurde Raffaelli Leiter der technischen Entwicklungsabteilung im Generalstab, wo er sich unter anderem mit der Entwicklung von unbemannten Flugzeugen befasste (Aereo Radio Pilotato, ARP).
Nach dem Krieg befehligte er von September 1945 bis September 1948 ein Territorialkommando in Padua (2ª Zona Aerea), anschließend war er stellvertretender Chef des Generalstabs der Aeronautica Militare. Am 1. April 1951 wurde Raffaelli Inspekteur der fliegenden Verbände und zugleich Befehlshaber der territorialen Flugabwehr. Vom 10. November 1954 bis zum 1. Februar 1958 stand General Raffaelli als Generalstabschef an der Spitze der italienischen Luftwaffe.

## Ehrungen
- 1952: Großoffizier des Verdienstordens der Italienischen Republik
- 1958: Großes Verdienstkreuz mit Stern und Schulterband der Bundesrepublik Deutschland
- 1959: Großkreuz des Verdienstordens der Italienischen Republik
- Eine bronzene und drei silberne Tapferkeitsmedaillen